# Sebald Brendel
Sebald Brendel (* 8. September 1780 in Karlstadt; † 21. Dezember 1844 in Würzburg) war ein deutscher Jurist und Hochschullehrer.

## Leben
Sebald Brendel besuchte das Gymnasium in Würzburg (heute: Wirsberg-Gymnasium) und immatrikulierte sich an der Universität Würzburg, um mit einem Theologiestudium zu beginnen, zuvor war er bereits als Kandidat der Theologie im geistlichen Seminar ausgebildet worden. Weil das Bistum Würzburg nach der Säkularisation durch den Reichsdeputationshauptschluss im Jahre 1803 der Kirchenprovinz Bamberg angeschlossen wurde, und es dadurch zu einer Änderung der Staatenverhältnisse kam und gleichzeitig die Universität reorganisiert wurde, entschied er sich nach einem dreijährigen Studium zu einem Fachwechsel der Rechtswissenschaften; ausschlaggebend waren hierbei auch die Vorlesungen von Heinrich Eberhard Gottlob Paulus und Friedrich Wilhelm Joseph Schelling.
Als Hofmeister des Grafen Karl von Rotenhan besuchte er 1809 die Universitäten Erlangen, Landshut, Leipzig und Heidelberg.
Im August 1812 promovierte er in Landshut zum Dr. jur. und im darauffolgenden Jahr ermächtigte ihn die großherzogliche badische Regierung in Heidelberg Privatvorlesungen zu halten. Er hielt darauf Vorträge über Rechtsphilosophie, Kriminalrechtswissenschaft, über vergleichende Geschichte der Verfassung und Gesetzgebung verschiedener Völker, vornehmlich orientalischer. Diese Tätigkeit übte er jedoch nur kurz aus, um sich 1813 in Bamberg mit dem Verfassen fachlicher Schriften und Abhandlungen zu befassen.
Er hielt sich 1814 während des Wiener Kongresses in Wien auf und veröffentlichte verschiedene Arbeiten, insbesondere eine Schrift über milde Stiftungen, für die er viel Anerkennung bekam.
Am 23. Juni 1817 wurde er zum außerordentlichen und am 13. Januar 1818 zum ordentlichen Professor der Rechtswissenschaften an der Universität Würzburg ernannt und trug zur Rechtswissenschaft, deutsche Geschichte, Rechtsgeschichte, die Lehre der öffentlichen Gerichtsbarkeit, Völker- und Kirchenrecht, Polizeiwissenschaft und Diplomatie vor. Sein Hauptstudienfach war Kirchenrecht und er verfasste hierzu 1823 ein Handbuch des katholischen und protestantischen Kirchenrechts. Dieses Handbuch erregte jedoch das Missfallen der katholischen Amtskirche und wurde ein Jahr nach seinem Erscheinen per Dekret der Glaubenskongregation auf den Index gesetzt.
Während der Hep-Hep-Krawalle 1819 wurde er verdächtigt, von Juden bestochen zu sein, um sich öffentlich für deren Gleichberechtigung einzusetzen; in mehreren Artikeln hatte er sich gegen die Ansichten seines Universitätskollegen Wilhelm Joseph Behr verwahrt und den Erhalt des Judenedikts verlangt. Dies führte anfangs zu Morddrohungen sowie kurz darauf zu einigen Mordanschlägen.
Er war Mitglied des Spruchkollegiums der Universität, des akademischen Senats, des Verwaltungsausschusses und des Universitätsgerichts.
1832 wurde er zum Gerichtsassessor beim Appellationsgericht in Amberg und erhielt den Ratstitel.
Sebald Brendel heiratete Anna Maria Theresia, Tochter des Hofrats Gallus Aloys Kaspar Kleinschrod (1762–1824). Gemeinsam hatten sie mehrere Kinder, von denen zwei seiner Söhne noch vor ihm verstarben, so starb sein Sohn Theodor am 15. September 1841 beim Versuch den Grünten zu besteigen.

## Schriften (Auswahl)
- Disputirsätze aus verschiedenen Zweigen der allgemeinen und besonderen Gesetzwissenschaft. Landshut 1812.
- Spec. publ. sistens jus success.ttam ex clariss. populor.institutis inter se comparatis, quam exipsius-civitat. natura illustr. Heidelberg 1813.
- Beleuchtung der Rede des Grafen Fontanes über die vom französischen Kaiser gemachten Schritte zum Frieden. Bamberg 1814.
- Der rheinische Bund oder des Löwen Gesellschaft, mit einigen Blicken auf einen neuen teutschen und europäischen Staatenverein. Bamberg 1814.
- Das Recht und die Verwaltung der milden Stiftungen. Mit besonderer Rücksicht auf die Vermengung ihrer Einkünfte mit dem Staatsvermögen. Leipzig 1814.
- Betrachtung über den Werth der Pressfreiheit. Bamberg 1815.
- Die Geschichte, das Wesen und der Werth der National-Repräsentation.
- Lebensmomente des Gallus Aloys Kleinschrod, dessen Verehrern und Freunden gewidmet von seinen Angehörigen. 1826.
- Handbuch des katholischen und protestantischen Kirchenrechts: mit geschichtlichen Erörterungen und steter Hinsicht auf die kirchlichen Verhältnisse der deutschen Bundesstaaten namentlich des Königreichs Bayern. Bamberg 1839.